# Liste de systèmes d'exploitation libres
Cet article présente une liste de systèmes d'exploitation libres. Un logiciel libre est, selon la définition de la Free Software Foundation, un programme qui accorde 4 libertés essentielles à l'utilisateur : liberté d'exécuter le programme pour n'importe quel usage, liberté de le modifier, liberté de redistribuer des copies du programme et liberté de distribuer des versions modifiées. Un système d'exploitation libre est donc un système d'exploitation composé de logiciels libres. La Free Software Foundation tient une liste de systèmes libres, la présence dans cette liste nécessitant de respecter des conditions strictes : le système ne doit contenir aucun programme propriétaire, et ne doit pas inciter à en installer.

## Systèmes GNU

### GNU/Linux
On appelle distribution Linux ou distribution GNU/Linux (le nom à donner à un tel système est sujet à débat), un système GNU dont le noyau, Hurd dans le GNU original, a été remplacé par un autre noyau libre, Linux. Il existe beaucoup de ce genre de distributions mais la majorité inclut des logiciels non libres incite à en installer et par conséquent la Free Software Foundation n'en recommande que neuf.

#### Distributions généralistes
Les distributions entièrement libres, dépourvus de tout logiciel non libre sont (2023): Dragora, Dynebolic, Guix System, gNewSense†, Hyperbola GNU/Linux-libre, PureOS, Parabola GNU/Linux-libre, Trisquel . Il y eut gNewSense, Musix, Ututo.
Parmi les distributions courantes, non homologuées par la Free Software Foundation, on compte notamment Arch, Canaima, CentOS, Debian, Fedora, Gentoo, Mandriva, Mint, openSUSE, Red Hat, Slackware, SteamOS, SUSE, Tails et Ubuntu.
Le cas de Debian est particulier : les logiciels non libres sont exclus du système officiel mais quand même proposés au téléchargement. Richard Stallman considère donc que l'utilisation de Debian par un utilisateur averti ne pose pas de problème, mais que la recommandation au grand public n'est pas possible.

#### Distributions spécifiques
Ubuntu Touch est un système d'exploitation mobile. Comme la distribution Ubuntu principale, elle contient des logiciels non libres, et n'est donc pas recommandée par la Free Software Foundation.
LibreCMC et ProteanOS sont deux distributions pour les systèmes embarqués entièrement libres, soutenus par la Free Software Foundation.

### GNU/Hurd
GNU peut être utilisé avec un noyau propre, le Hurd, bien que la version modifiée utilisant Linux soit de loin la plus courante. Les deux distributions GNU/Hurd sont Debian GNU/Hurd et Arch Hurd.

### GNU avec un noyau BSD
Debian a créé deux versions modifiées de GNU, qui plutôt qu'utiliser le noyau Linux, utilisent le noyau d'une distribution BSD, dans un cas FreeBSD, dans l'autre NetBSD. Cela a donné naissance aux distributions Debian GNU/kFreeBSD et Debian GNU/NetBSD.

## Systèmes BSD
Les systèmes de type BSD (Berkeley Software Distribution) est une famille de systèmes d'exploitation dont les principaux représentants sont FreeBSD, OpenBSD et NetBSD. Ces systèmes incluent des blobs de micrologiciel non libres, ce qui les prive de certification par la Free Software Foundation.

## Systèmes DOS / Windows
FreeDOS est un équivalent libre de MS-DOS (Microsoft Disk Operating System), l'ancêtre de Microsoft Windows.
ReactOS est, quant à lui, un système d'exploitation libre compatible avec Windows. Son nom vient de « React » (réagir) qui représente l'insatisfaction envers le groupe Microsoft de sa politique restrictive non libre (« OS » est l'abréviation anglaise de système d'exploitation). Il n'est cependant pas recommandé par la Free Software Foundation en raison de sa politique très laxiste envers les logiciels propriétaires.

## Autres systèmes
Replicant est un système d'exploitation mobile, dérivé d'Android, entièrement libre soutenu par la Free Software Foundation. Il s'agit actuellement de la seule distribution non-GNU recommandée par la Free Software Foundation. Cependant, il n'est pas encore possible d'utiliser un téléphone 100 % libre car d'autres composants logiciels autres que le système d'exploitation n'ont aujourd'hui pas encore d'équivalent libre, notamment la partie téléphonie.
Android, le système dont Replicant est dérivé, est un système d'exploitation mobile maintenu par Google qui contient beaucoup de logiciels libres mais aussi beaucoup de logiciels non libres. Par conséquent, la Free Software Foundation encourage à remplacer Android par Replicant. Une version modifiée d'Android, autre que Replicant, nommé LineageOS (anciennement CyanogenMod) n'est pas libre non plus,
Firefox OS est un projet abandonné de système mobile maintenu par la Mozilla Corporation.
Redox est un projet de système d'exploitation écrit en langage Rust.